# Lewiston (Nebraska)
Lewiston je selo u američkoj saveznoj državi Nebraska. Prema popisu stanovništva iz 2010. u njemu je živjelo 68 stanovnika.